# Le Noël du vagabond
Pour plus de détails, voir Fiche technique et Distribution.
Le Noël du vagabond est un film de Noël muet français réalisé par Louis Feuillade et sorti en 1910[réf. nécessaire].

## Fiche technique
- Réalisation et scénario : Louis Feuillade
- Société de production : Société des Établissements L. Gaumont
- Pays : France
- Format : Muet - Noir et blanc - 1,33:1 - 35 mm
- Métrage : 221 m
- Genre : Drame
- Date de sortie : 
  -  France - 1910

## Distribution
- Henri Duval
- Maurice Vinot